# فرودگاه ایوانپاه
فرودگاه ایوانپاه (به انگلیسی: Ivanpah Valley Airport) یک فرودگاه است . این فرودگاه در شهر لاس‌وگاس کشور ایالات متحده آمریکا قرار دارد .